# グリム童話
『グリム童話集』（グリムどうわしゅう、独: Grimms Märchen）は、ヤーコプとヴィルヘルムのグリム兄弟が編纂したドイツのメルヒェン（昔話）集である。メルヒェンとは「昔話」を意味するドイツ語で、グリム兄弟はメルヒェンを収集したのであり、創作した（創作童話）のではない。正式なタイトルは『子どもと家庭のメルヒェン集』（独: Kinder- und Hausmärchen）で、1812年に初版第1巻（86編）、1815年に第2巻（70編）が刊行されている。兄弟はその後7回改訂版を出し、1857年の第7版が決定版とされている。現在170以上の言語に翻訳され、世界で最も多くの言語に翻訳され、最も多くの人々に読まれ、最も多くの挿絵が描かれた文学とされている。この書物に影響され、各国で昔話収集が盛んになり、昔話や民話の研究が新たな学問分野として立ち上がることになる。

## 成立背景

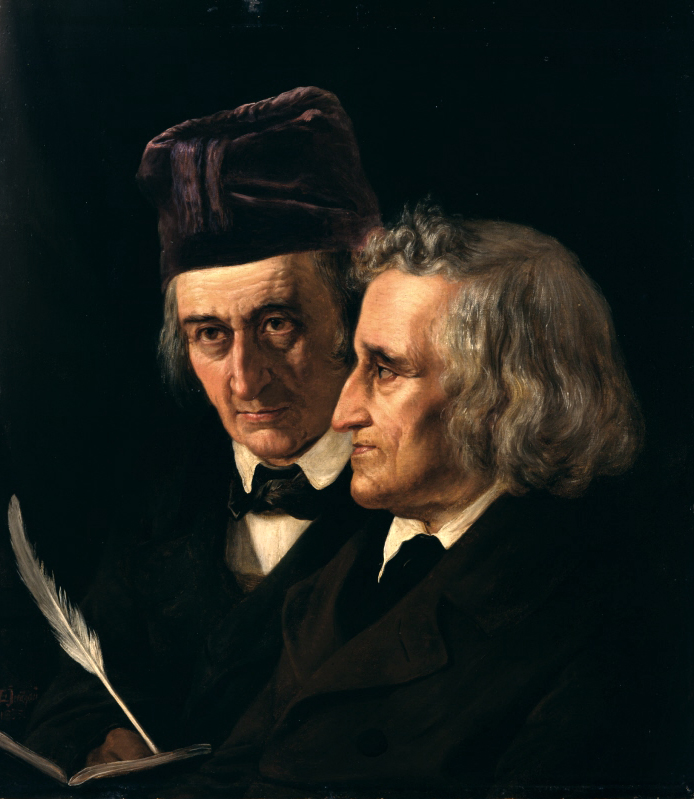
ヴィルヘルム・グリム（左）とヤーコプ・グリム

『グリム童話集』が成立したのは、フランス革命の後ナポレオン・ボナパルトによりドイツが占領されたので、ナショナリズム高揚の動きがドイツ国内に広まっていたころである。このような状況のもとで、それまで芸術家主義的に展開していたドイツ・ロマン主義運動は一転して土着の民衆文化に目を向けるようになり、その一環として民謡やメルヒェンの発掘収集を進めるようになった。こうした収集の先駆的業績としては、ロマン主義以前、シュトルム・ウント・ドランク運動の提唱者であったヘルダーによる『民謡集』（1778年–79年）があり、グリム兄弟以前には他にもムゼーウスの『ドイツ人の口承メルヒェン集』（1782-1786年）、ナウベルトの『ドイツ人の新しい口承メルヒェン集』（1789-1792年）、『グリム童話集』の数ヶ月前に刊行されたビュッシングの『民間伝説、メルヒェン、聖者伝説』（1812年）など数種類のメルヒェン集が刊行されている。1808年にはグリム兄弟と同姓の（まったく血縁関係のない）アルベルト・ルートヴィッヒ・グリムによる『子どもの童話集』も出ているが、『グリム童話集』が出た当時はこちらのグリムによる本もよく売れていたために、兄弟の生前はしばしば両者が混同された。
こうした流れの中で1806年、ロマン派の詩人ブレンターノとアルニムによる民謡集『少年の魔法の角笛』が刊行された。この民謡集には恩師であるサヴィニーの仲介によってヤーコプ・グリムも収集の協力をしており、その後この民謡集の続編となるメルヒェン集が計画されると、ブレンターノはグリム兄弟にもメルヒェン収集の協力を依頼した。このとき兄弟はブレンターノから、画家のフィリップ・オットー・ルンゲが方言で書き留めた二つのメルヒェン「漁師とその妻」と「ねずの木の話」を渡されており、兄弟のメルヒェン収集・編纂はこの二つのメルヒェンと、『少年の魔法の角笛』におけるブレンターノの再話法とによって方向付けられることになった。兄弟は口伝えと文献のふたつの方向からメルヒェン収集を進め、収集の成果である53篇をブレンターノに送った。しかしブレンターノから音沙汰がなくなったため、ブレンターノとは別に自分たちの童話集をつくることに決め、あらかじめ取っておいた写しをもとに『グリム童話集』の編纂を進めていった。その後ブレンターノのほうの企画は立ち消えとなり、ブレンターノはグリムから送られた原稿も返却しないまま紛失してしまったが、この初期の原稿は19世紀末になって、アルザスのエーレンベルク修道院で発見されており（エーレンベルク稿）、今日グリム兄弟によって加筆修正された刊本と原型を比較するための貴重な資料となっている。

## 出版史

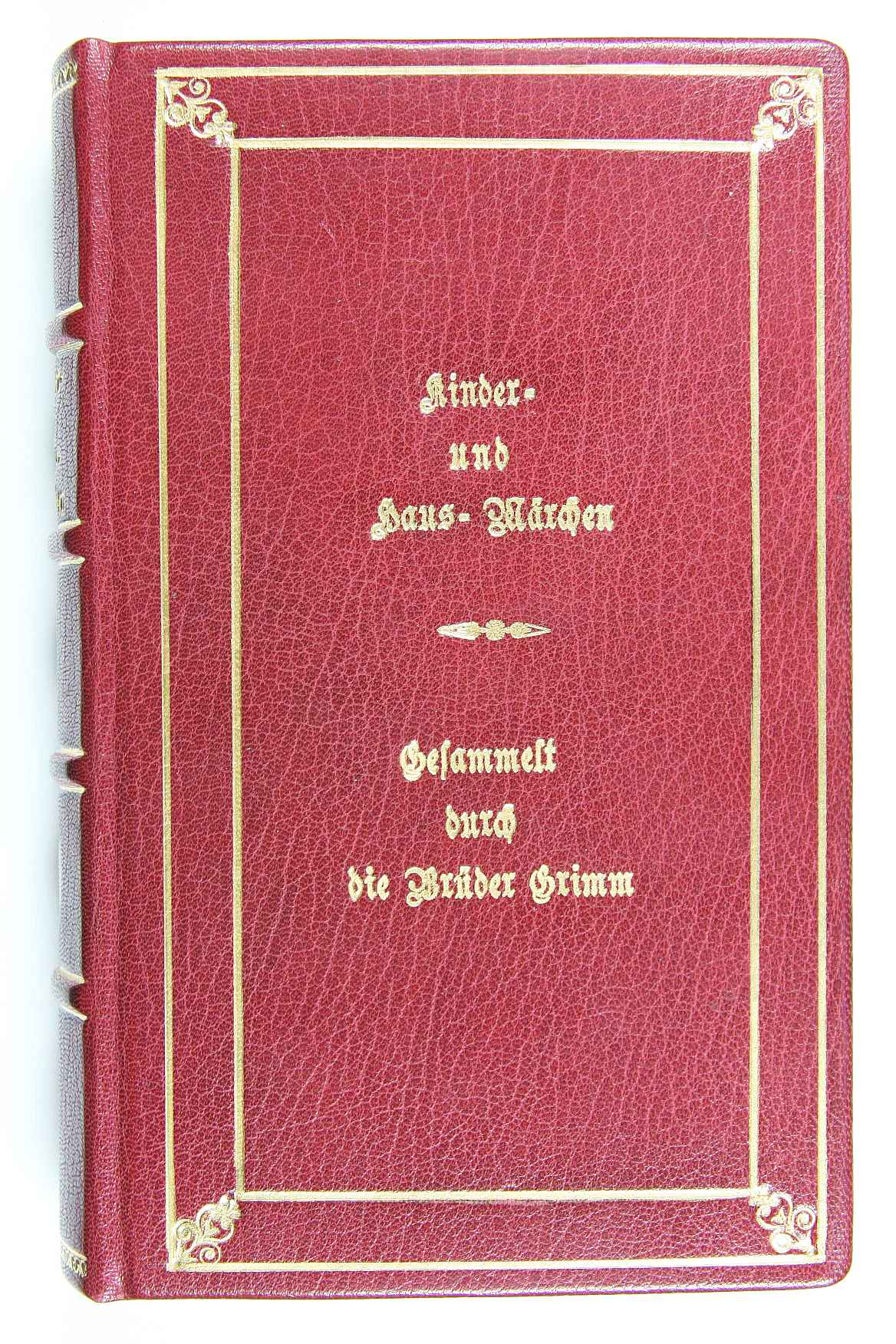
初版第一巻の書影

アルニムから自分たちの童話集出版を後押しされたグリム兄弟は、アルニムの仲介でベルリンの出版者ゲオルク・ライマーを版元に決め、1812年のクリスマスに『子どもと家庭のメルヒェン集』初版第1巻を刊行した。この巻には86篇のメルヒェンが収められ、それぞれに学問的注釈をつけた付録が施されていた。しかし、この子ども向けの本と学問的資料との間のどっちつかずの体裁は、批判を呼んだ。86篇収めた第1巻の売れ行きは好調とはいえなかったが、新たに70篇を集めて1815年に刊行された第2巻はさらに売れ行きが悪く、このため計画が持ち上がっていた第3巻は実現しなかった。1819年に刊行された第2版は、弟ルートヴィヒ・グリムによる2枚の銅版画が口絵に入れられ、注釈も別冊として分離されたので、より親しみやすいつくりに変えられた。
1816年にはデンマーク語で、1820年にはオランダ語で『グリム童話集』抜粋の翻訳が出ており、1823年にはエドガー・テイラー（Edgar Taylor）による英訳版のグリム童話選集『ドイツの民衆メルヒェン集』が、当時の人気画家ジョージ・クルックシャンクの挿絵をつけて刊行され大きな反響を呼んだ。同年、兄弟はこのイギリス版を手本として『グリム童話集』の選集版『グリム童話名作選集』（「小さい版」）を作り刊行した。これには第2版『子どもと家庭の童話集』の170編から、子どもにふさわしいと思われるメルヒェンを50選んで収録しており、ルートヴィヒによる7枚の銅版画も挿絵として付けられている。この廉価な普及版はもとの2巻本よりもはるかに売れ行きがよく（ヴィルヘルム・グリムの生前1859年までの間に9版まで出版）、グリム童話の普及に貢献した。
『グリム童話集』がはっきりした成功を収めたのは、1837年に出版社をゲッティンゲンのディーテリヒス社に変えて出された第3版からである。その後『グリム童話集』はいくつかの話を加えたり入れ替えたりしつつ、兄弟の生前に7版まで改訂された。収録話数の変遷は以下のようになる。
- 初版（1812年-1815年） - 156篇（第1巻86篇、第2巻70篇）
- 第2版（1819年） - 161篇（第1巻86篇、第2巻75篇）付:「子どもの聖者伝」9篇
- 第3版（1837年） - 168篇（第1巻86篇、第2巻82篇）付:「子どもの聖者伝」9篇
- 第4版（1840年） - 178篇（第1巻86篇、第2巻92篇）付:「子どもの聖者伝」9篇
- 第5版（1843年） - 194篇（第1巻86篇、第2巻98篇）付:「子どもの聖者伝」9篇
- 第6版（1850年） - 200篇（第1巻86篇、第2巻114篇）付:「子どもの聖者伝」10篇
- 第7版（1857年） - 200篇（第1巻86篇、第2巻114篇）付:「子どもの聖者伝」10篇

## 書き換えとその傾向
『グリム童話集』とそれまでのメルヒェン集との大きな違いは、後者がそれぞれの物語を大きく脚色して長い作品に仕立てていたのに対し、グリムのそれでは一つ一つが短く、比較的口承のままのかたちを保っていたことにあった。しかしそのために、文章が粗野である、話の内容や表現が子ども向きでない、あまりに飾り気がないといった批判を受け、以降の版ではこれらの点について改善が図られるようになった。具体的には、風景描写や心理描写、会話文が増やされ、また過度に残酷な描写や性的な部分が削除され、いくつかの収録作品は削除された。このような過程を経て『グリム童話集』は、庶民が「語り伝えたメルヒェン」から市民が「読むメルヒェン」になっていったのである。なお兄弟のうち初期の収集にあたっては主にヤーコプが仕事の中心を担っていたのだが、後の版のこのような改筆に当たったのは主にヴィルヘルムであり、メルヒェン集に学問的性格をもとめていたヤーコプのほうは次第にこの仕事から手を引くようになった。
ヴィルヘルムは加筆修正の際に、メルヒェン集の購入者である当時の都市富裕市民（独：Bürger）の道徳観に合わせて記述を修正したといわれている。特にヴィルヘルムは物語から、妊娠などの性的な事柄をほのめかす記述を神経質なまでに排除している。また近親相姦に関わる記述も削除や修正がなされている。このほか、「ヘンゼルとグレーテル」「白雪姫」など、子を虐待する実母が出てくる話が、購買者である母親への配慮から後の版で継母に変えられているものが相当数存在する。しかしこれらの書き換えに比べると、ヴィルヘルムは刑罰の場面などの残虐な描写については意外なほど寛容で、例えば「灰かぶり（シンデレラ）」の最後で継姉たちの目を鳩に突かせて盲目にするなど、初版にはない復讐の場面が入れられたり、話によっては後の版のほうが却って残虐性が増しているようなものもある。このために『グリム童話集』は子どもへの読み聞かせに適しているか、あるいはそのままの形で読み聞かせてよいのかどうか、といった点が、初版刊行時以来しばしば議論の的となっている。物語内の少女から積極性や能動性を奪ったという指摘がアメリカの学者からなされているが、最近の研究ではグリム兄弟による中性化の結果、性別役割分担で消費者にされてしまった消極的な近代の女性像ではなく、生産者であったたくましく積極的であった近代以前（近世・中世）の女性像も保持されている（例えば「灰かぶり」）ことが、日本の学者によって指摘されている。このほか人種差別的な偏見が見られることなどが指摘されているが、グリム兄弟により挿入されたというより、当時の人々の間で持たれていた偏見がそのまま伝えられたと解釈すべきであろう。

## 取材源

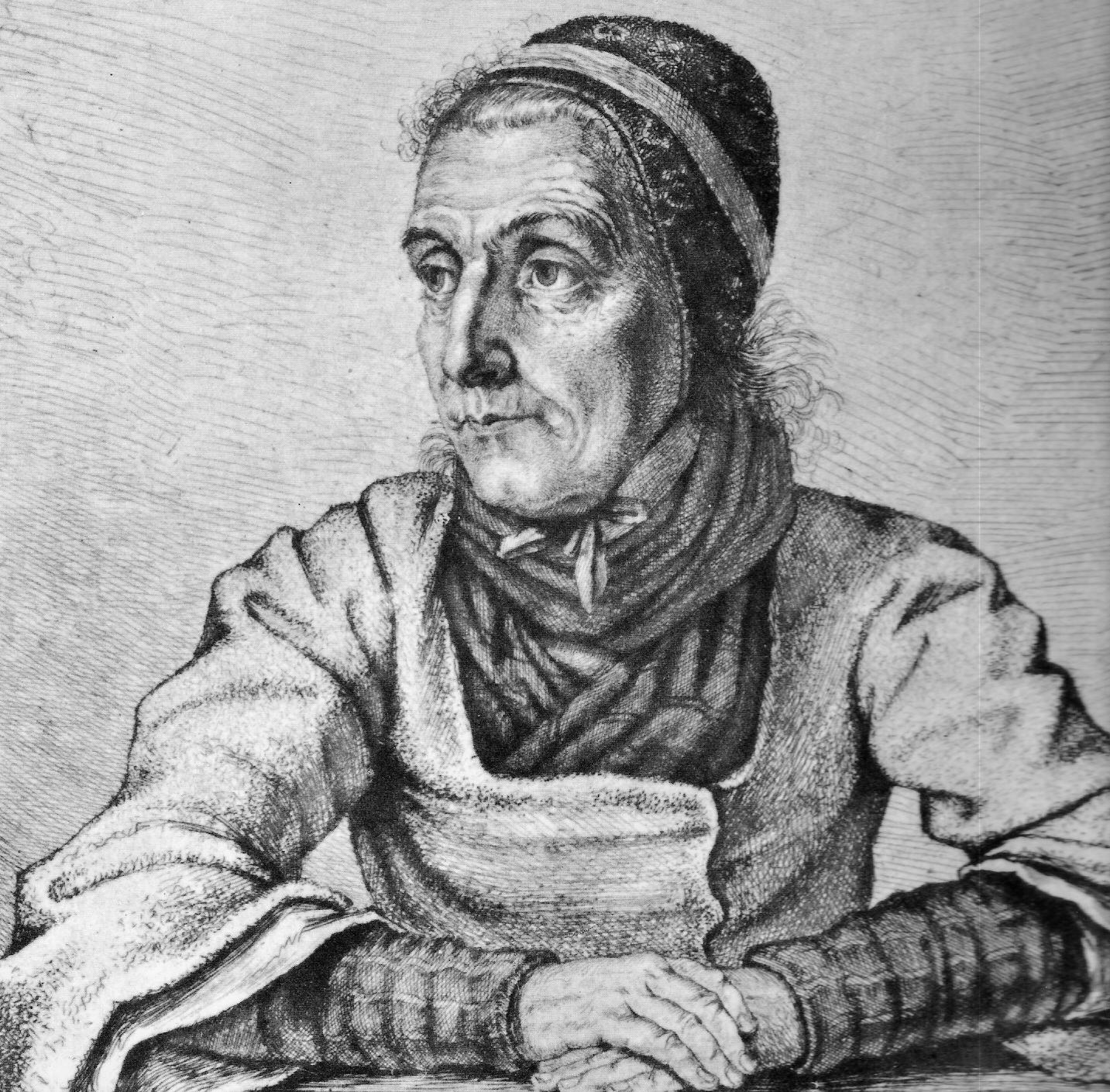
グリムにメルヒェンを提供した人物のひとりドロテア・フィーマン。生粋のヘッセン人の農婦だと思われていたが、のちにフランスから逃れてきたユグノーの家の出だったことが明らかになった。

『グリム童話集』は長い間、グリム兄弟がドイツ中を歩き回って、古くから語り継がれてきた物語をドイツ生粋の素朴な民衆たちから直接聞き集め、それを口伝えのかたちのまま収録して出版されたものだと一般には考えられてきた。このように考えられてきたのは、一つにはグリム兄弟自身が童話集の序文でそのように宣言したためであったが、現実には「口伝えのかたちのまま」ではなく、兄弟の手によって少なからず手が加わっていることは前述したとおりである。取材源に関しても、『グリム童話集』にはラテン語の書物などを含む文献から取られた話が一定数含まれており（初版では全体の4分の1程度、第7版では5分の1程度 の話が文献から取られている）、すべてが口伝えの聞き取りによっているわけではない。さらにほかの口伝えの情報源に関しても、ドイツのグリム研究者として世界的に有名なハインツ・レレケによる比較的近年の研究によって、上記の「ドイツ生粋の素朴な民衆から聞き取った」という通説が事実とは大きく異なっていたことが明らかにされている。実際には兄弟の聞き取りの取材源のほとんどが都市富裕市民の家庭であり、その中にはフランスなどをルーツとする人物が少なからず含まれていたのである。
グリム兄弟自身は生前メルヒェンの取材源を公にしなかった。唯一の例外がカッセル地方の仕立て屋の妻であった「フィーマンおばさん」ことドロテア・フィーマンであり、グリム兄弟は第2版の序文で、多数のメルヒェンを提供した彼女の貢献を称え、弟のルートヴィヒ・グリムが書いた彼女の肖像画を掲載したため、彼女は昔話の理想的な語り手として読者から親しまれきた。しかしこの人物は、実際には旧姓をピアソンという、フランスから逃れてきたユグノーの家庭の出で、普段はフランス語を話し『ペロー童話集』などもよく知っている教養ある婦人であったことがヴェーバー＝ケラマンの研究によって明らかにされた。
グリム兄弟の没後、ヴィルヘルムの息子のヘルマン・グリムは、兄弟による取材源のメモを公表した。この際にヘルマンは、メモのなかにある「マリー」という女性について、これは自分の母（ヴィルヘルムの妻となったドルトヒェン・ヴィルト）の実家に住んでいた戦争未亡人のおばあさんで、昔話をよく知っていたと証言している。そのためにこの「マリーおばさん」は、先述の「フィーマンおばさん」と並び『グリム童話集』に貢献した昔話の語り手と信じられるようになった。ところがこれも1975年に発表されたレレケによる研究で、このマリーとは実際には戦争未亡人の老婆「マリーおばさん」などではなく、ヘッセンの高官の家庭であるハッセンプフルーク家の令嬢マリー（de）のことであり、その母親はフランス出身のユグノーであったことが明らかにされた。
レレケはこのほかにも、グリム兄弟にメルヒェンを提供した人物の詳細な調査を行い、特に初期の重要なメルヒェン提供者の多くが身分ある家庭の夫人や令嬢であったことを突き止めている。総じてグリム兄弟は（一般に信じられていたように）農村を歩き回って民衆から話を聞き取ったりはせず、中流以上の裕福で教養ある若い女性に自分のところまで来てもらって話の提供を受けていたのである。ただしレレケは、メルヒェンの提供者が教養ある人物であったことは、必ずしもそれらが上流階級の間でのみ語られていたことを意味しないということに注意を促してもいる。読み書きができ、話もうまいこれら上流階級の女性は下層階級（下僕や女中など）から聞いた話を仲介する役割も担っており、下層階級の人々にとってもそのような仲介は必要なことであった。

## 主な話
番号は第7版での通し番号（KHM番号、KHMは Kinder- und Hausmärchen つまり「子どもと家庭のメルヒェン集」の略）を示している。
- かえるの王さま (KHM 1)
- 狼と七匹の子山羊 (KHM 5)
- 兄と妹 (KHM 11)
- ラプンツェル (KHM 12)
- ヘンゼルとグレーテル (KHM 15)
- 漁師とおかみ（ドイツ語版） (KHM 19)
- 灰かぶり (KHM 21)：「シンデレラ」として有名
- ホレおばさん (KHM 24)
- 赤ずきん (KHM 26)
- ブレーメンの音楽隊 (KHM 27)
- 小人の靴屋 (KHM 39)
- ねずの木の話 (KHM 47)
- いばら姫 (KHM 50)：「眠り姫」「眠りの森の美女」とも呼ばれる
- つぐみの髭の王さま (KHM 52)
- 白雪姫 (KHM 53)
- ルンペルシュティルツヒェン (KHM 55)
- 千匹皮 (KHM 65)
- がちょう番の女 (KHM 89)
- 星の銀貨 (KHM 153)
- 長靴をはいた猫 (初版 33)

## 受容と影響
『グリム童話集』の出版を軸として、グリム兄弟はメルヒェンの体系的な収集と研究（その範囲はヨーロッパを超えアメリカ大陸や東洋にも及んでいる）によってメルヒェン学を樹立した。その業績は他国の民話収集や研究に広い範囲で影響を与えている。イギリスでは1879年、グリムとウォルター・スコットに触発された人々によって英国フォークロア協会が設立され、その会員J.ジェイコブズによって1890年に『イギリス民話集』が刊行された。ロシアでは19世紀なかばからグリム研究が開始され、アファナーシェフがグリムを範として『ロシア民話集』（1855年-1864年）を編纂し、ウラジミール・プロップがこれを受けて徹底的なグリム研究に基づくメルヒェン学を確立した。プロップの主著『昔話の形態学』（1928年）はフランス構造主義を先駆けた著作としても評価されている。フランスではP.ドラリュがグリム研究を踏まえて『フランス民話集』（1957年）を、イタリアではイタロ・カルヴィーノが『イタリア民話集』（1956年）を刊行している。
ドイツの民間伝承の背景として成立したグリム童話は、ときに民族主義的思想とのつながりが指摘されることもある。実際に第二次大戦下のドイツでは、ワイマール共和国時代に削除されていたグリム童話の残酷な部分が再度取り入れられ、闘争の理想化や権力の賞賛、人種政策の正当化のために利用されたと指摘されることもある。戦後まもない時期には、グリム童話の持つ残虐性の要素が収容所を生んだという極端な主張もなされ、1948年8月にイギリス占領軍によって、西ドイツ国内での『グリム童話集』の出版が一時禁止される事態となった。グリム童話は、ドイツの有力週刊新聞ディー・ツァイトの「名著100選」（1980）の一つに取り上げられている。
1975年、グリム兄弟の故郷ハーナウから、「ブレーメンの音楽隊」の舞台ブレーメンまでを結ぶ600キロの街道が、ドイツ観光街道のひとつドイツ・メルヒェン街道として整備された。グリムゆかりの地や「いばら姫」の城があるザバブルクなどメルヒェン発祥の街70以上が参加する観光ルートとなっている。

### 日本における受容
日本におけるグリム童話の受容に関する研究は、1977年ドイツ・マールブルク大学に提出された野口芳子の博士論文が最初のものである。ドイツ語で書かれたその内容は、部分的に要約されたものが本として出版されている。『グリム童話集』が最初に日本に導入されたのは、学校で使う英語教科書によってであり、グリム童話「釘」（KHM184）が松山棟庵の訳により紹介されている。この話は2人の日本人によって邦訳されている。『グリム童話集』が最初に雑誌に紹介されたのは、『RŌMAJI ZASSI』である。グリム童話「牧童」（KHM152）と「藁と炭とそら豆」（KHM18）が1886年にローマ字で訳されている。『グリム童話集』が最初に本として出版されたのは、1887年（明治20年）の桐南居士（菅了法）による『西洋古事神仙叢話』である。目次には10篇しか記載されていないが、実際は11篇収められている。「金の鳥」「忠臣ヨハネス」「踊ってすり切れた靴」「十二人の兄弟」「蜜蜂の女王」「灰かぶり」「金の毛が三本ある悪魔」などが収録されている。Fairy Talesと書かれているので英語版を底本使ったと考えられるが、底本名だけでなく、グリム兄弟の名も書かれていない。最近の研究では、底本となった英語版はおそらくポール版であろうと考えられている。同年9月には統計学者でもあった呉文聰により「西洋昔噺第一号」として、「狼と七匹の子ヤギ」が「八ツ山羊」の題でカラー版仕掛け絵本として出版されているが、ここではなぜか子ヤギの数が8匹に変えられている。同年9月には中川霞城が「狼と七匹の羊」を雑誌『少国民』に訳出し、1889年（明治22年）10月には国語学者の上田万年が同じ話の翻案『おほかみ』を刊行しており、1895年（明治28年）には巖谷小波が同じ話を「子猫の仇」という題で猫の話に置き換えた翻案を出している。明治期には主に児童向けの教訓話を意図したものとして、『小国民』『幼年雑誌』『少年世界』などの、当時次々と創刊されていた児童雑誌でグリム童話が多く紹介された。その数は雑誌、単行本を合わせて147冊を数える。このように明治期にグリム童話の紹介が進められた背景には、当時日本でも影響力のあったヘルバルト学派の童話教育論が受け入れられていたためと考えられる。また明治期に日本風に書き換えられたグリムの翻案は、その後口承化し日本の昔話のようにして伝えられた事例もある。『死神の名付け親』のように、翻案されて落語に取り入れられた例すらある。
1919年（大正7年）創刊の『赤い鳥』では、鈴木三重吉がグリムを素材とする童話を数話書いている。一方で大正期には、童話研究が進むとともに国民教育的な受容からの脱却もはじまっており、中島孤島が訳した『グリムお伽話』（1916年）、『続グリムお伽話』（1924年）は、岡本帰一の挿絵が好評で人気を博したが、原文の内容に添おうとしつつ改変が施されたものである。原文に忠実な訳の出現は1925年（大正13年）の金田鬼一による全訳本をまたなければならない（現在岩波文庫に収録）。1925年（大正13年）には金田鬼一による初の全訳が出ている（現在岩波文庫に収録）。第二次大戦期は政府の出版統制によってグリム童話の翻訳は一時下火となるが、戦後ふたたび注目され、以後原著に忠実な翻訳と教育的配慮から改変した訳との二つの系統で、途切れることなく翻訳や再話が出版され続けている。1980年代以降は第7版の訳だけでなく、小澤俊夫によるエーレンベルク稿の訳（1989年） や第2版の全訳（1995年）、吉原高志・吉原素子による初版の全訳（1997年） なども出版された。また日本では1990年半ばから、グリム童話の「残酷性」に焦点をあてた解説書やアンソロジーの類が相次いで出版され、桐生操『本当は恐ろしいグリム童話』（1998年）などがベストセラーを記録するというブームが起きている。

### グリム童話を題材にしたフィクション
特定の物語を題材にしているものは各物語の個別項目を参照。またグリム童話に限らずお伽噺・昔話全般を広く題材としている作品は、表題にグリムの表記があっても以下には含めていない。
文学・絵本
- 古井由吉文、東逸子画 『グリム幻想―女たちの15の伝説』（Parco出版、1984年） - グリム童話の各編を独自に解釈して綴る絵物語。ラジオドラマ化されている。
- ヤノーシュ、池田香代子訳 『大人のためのグリム童話』（JICC出版局、1994年） - グリム童話の現代的・風刺的パロディ作品。
- 池田香代子 『魔女が語るグリム童話』（洋泉社、1998年） - 女性の視点でグリム童話を再話したパロディ作品。続編も刊行された。
- 出海まこと文、柏餅よもぎ画 『ツングリ! -本当はツンデレなグリム童話-』（エンターブレイン、2007年） - グリム童話の少女を美少女キャラクターに見立てて書いたイラストストーリー。

映像
- TVアニメ 『グリム名作劇場』（1987年-1988年） - グリム童話から41篇をアニメ化。
- アニメ 『おとぎ銃士 赤ずきん』（2005年-2007年） - 「赤ずきん」ほかグリム童話をモチーフとしたキャラクターが登場するファンタジーアニメ。OVA、テレビアニメのほか漫画版、小説版などが発売された。
- テリー・ギリアム監督 『ブラザーズ・グリム』（2005年） - 若いグリム兄弟を主人公に、グリム童話の各篇をモチーフとした物語が展開する実写映画。
- TVドラマ 『GRIMM/グリム』（2011年- ） - アメリカ合衆国のドラマシリーズ。グリム童話のキャラクターが実在したという設定のもと、グリム一族の血を引く現代の刑事が魔物たちを相手に活躍する。
- TVドラマ 『Once Upon a Time』（2011年- ） - アメリカ合衆国のドラマシリーズ。グリム童話を含む童話・説話・神話などのキャラクターが本来の記憶や魔法能力を失い、現代のアメリカで暮らしているという設定。
- 映画「大人のためのグリム童話 手をなくした少女（原題 La jeune fille sans mains）」（2016年）- 新しい作画技法「クリプトキノグラフィー」による「手なし娘」のアニメーション映画。

漫画
- 諸星大二郎 『グリムのような物語 スノウホワイト』（東京創元社、2006年） - グリム童話を伝奇、SFなどの要素を加えて自由に翻案した連作短編集。ミステリーズ!において掲載されたもの。
- 諸星大二郎 『トゥルーデおばさん グリムのような物語』（朝日新聞出版、2007年） - 上記の作品群と並行して、ネムキに掲載されたもの。
- 狩野アユミ 『独裁グリムワール』（メディアファクトリー、2011年-2012年） - グリム童話の世界と魔術とを組み合わせたファンタジー作品。
- 戸田誠二『戸田誠二作品集 グリム奇譚』（ぶんか社、2012年） - グリム童話等をモチーフとして再構成された全10編の作品集。

コンピュータゲーム
- 『絶対迷宮グリム 〜七つの鍵と楽園の乙女〜』（花梨エンターテイメント、2010年） - グリム童話を題材としたキャラクターたちが登場する女性向けのアドベンチャーゲーム。
- 『グリム・ザ・バウンティハンター』（QuinRose、2012年） - グリム童話をモチーフとした女性向けアドベンチャーゲーム。

音楽
- Sound Horizon『Märchen』（キングレコード、2010年） - グリム童話をヒロイン達による復讐劇として描いた物語音楽。